# Gassino Torinese
Gassino Torinese is een gemeente in de Italiaanse provincie Turijn (regio Piëmont) en telt 9373 inwoners (31-12-2004). De oppervlakte bedraagt 20,5 km², de bevolkingsdichtheid is 457 inwoners per km².

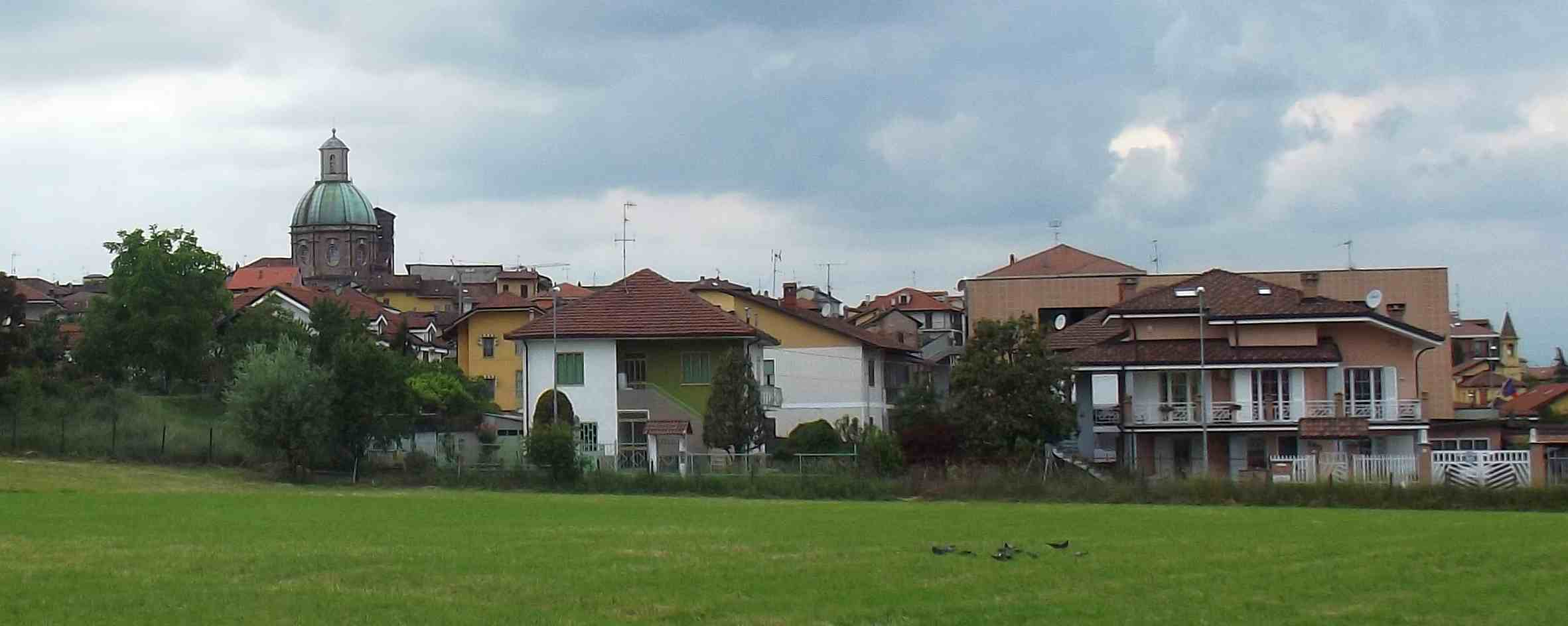
Gassino
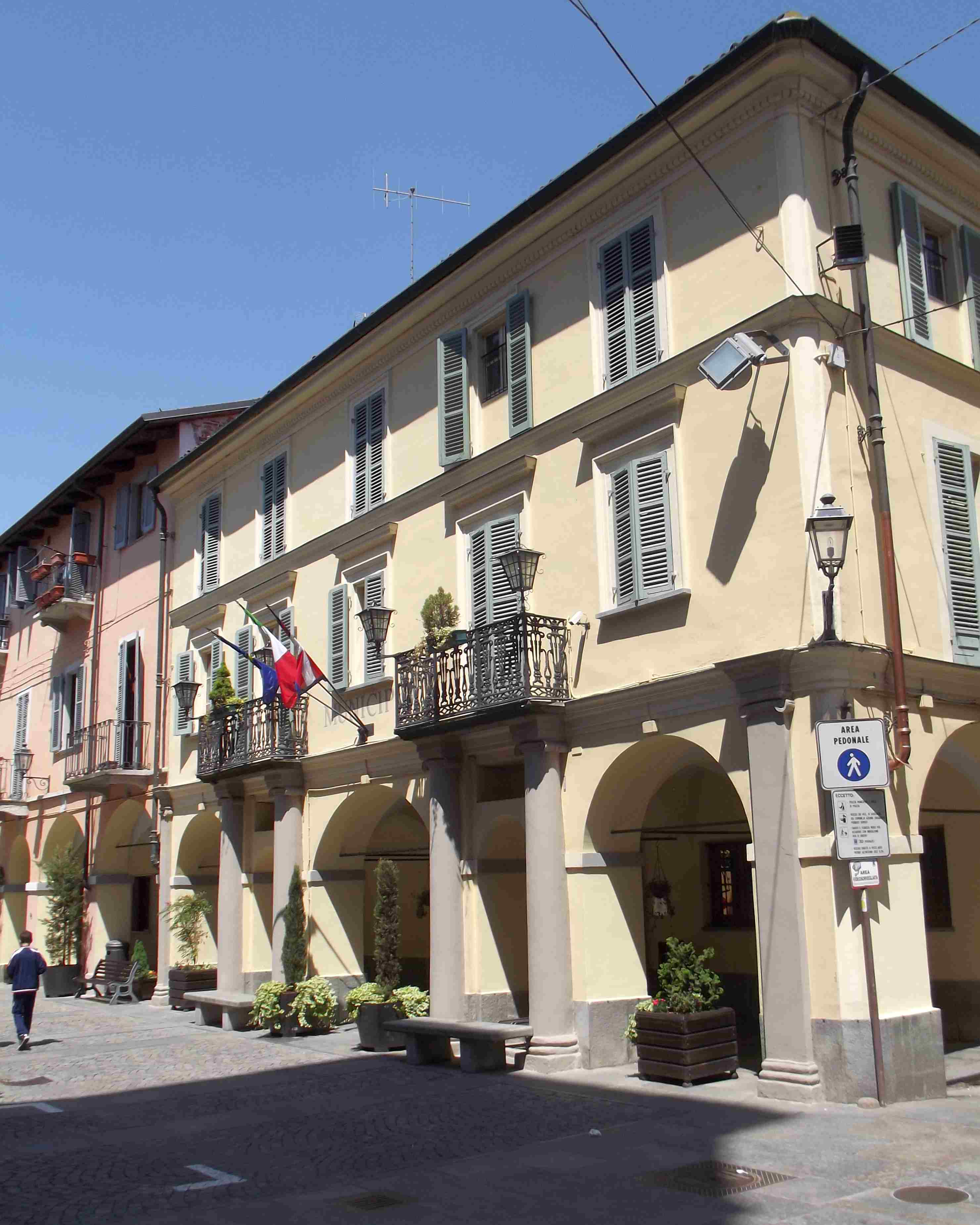
Gemeentehuis

## Demografie
Gassino Torinese telt ongeveer 3938 huishoudens. Het aantal inwoners steeg in de periode 1991-2001 met 6,4% volgens cijfers uit de tienjaarlijkse volkstellingen van ISTAT.
| Jaar | Inwoneraantal |
| ---- | ------------- |
| 1991 | 8470          |
| 2001 | 9015          |

## Geografie
Gassino Torinese grenst aan de volgende gemeenten: Settimo Torinese, San Raffaele Cimena, Rivalba, Castiglione Torinese, Sciolze, Pavarolo, Montaldo Torinese.